# آرتسا د سگر
آرتسا د سگر (به اسپانیایی: Artesa de Segre) یک منطقهٔ مسکونی در اسپانیا است که در نوگورا واقع شده‌است. آرتسا د سگر ۱۷۵٫۹ کیلومتر مربع مساحت دارد ۳۹۴ متر بالاتر از سطح دریا واقع شده‌است.